# Трубецков, Дмитрий Иванович
Дми́трий Ива́нович Трубецко́в (14 июня 1938 — 12 августа 2020) — советский и российский физик, член-корреспондент РАН с 7 декабря 1991 года по Секции физики, энергетики, радиоэлектроники, заслуженный деятель науки РФ (1997), ректор Саратовского государственного университета им. Н. Г. Чернышевского (1994—2003).
Действительный член Международной академии наук высшей школы, член IEEE (США), возглавлял движение «Образование — будущее России», автор 20 монографий и учебных пособий. Под его руководством защищены 32 кандидатских диссертации, 6 его учеников стали докторами наук.

## Биография
Родился 14 июня 1938 года в Саратове. Отец — шофёр, мать — домохозяйка.
В 1955 году окончил с золотой медалью саратовскую среднюю школу № 19 и поступил на физический факультет Саратовского университета, который с отличием окончил в 1960 году. В тот же год поступил в аспирантуру к профессору В. Н. Шевчику. Затем работал ассистентом, старшим преподавателем, доцентом, профессором, заведующим кафедрой.
В 1965 году защитил кандидатскую диссертацию, в 1978 году — докторскую и в 1980 году стал профессором. С 1981 года возглавлял кафедру электроники (ныне — электроники, колебаний и волн). В 1991 году был избран членом-корреспондентом РАН.
Участвовал в создании саратовского лицея прикладных наук, которому в декабре 2020 года присвоено имя Дмитрия Трубецкова.
С 1994 по 2003 год Д. И. Трубецков занимал должность ректора Саратовского государственного университета.
Среди знаменитых учеников физик, философ, писатель и общественный деятель В. В. Афанасьева; радиофизик, специалист в области искусственного интеллекта А. Е. Храмов
Был женат, воспитывал сына.
Жил в городе Саратове.
Умер 12 августа 2020 года. Похоронен на Старом Елшанском кладбище.
В июне 2024 года на здании Саратовского государственного университета торжественно открыта мемориальная доска.

## Награды
- Награждён орденом «Знак Почёта», медалью «За освоение целинных земель», знаком «Отличник высшей школы»
- Лауреат премии Президента Российской Федерации в области образования (1999)[5]
- Заслуженный деятель науки Российской Федерации (1997)[6]
- Почётный гражданин города Саратова.